# Şahin Albayrak

Sahin Albayrak bei der Geschäftsstelleneröffnung von BeIntelli

Şahin Albayrak (* 1958 in Nazımiye) ist ein türkisch-deutscher Informatiker und Professor für Informatik an der Technischen Universität Berlin.

## Werdegang
Albayrak begann 1980 ein Informatikstudium an der Technischen Universität Berlin. 1992 promovierte er an der TU Berlin und gründete das DAI-Labor.

## Forschung und Lehre
Albayrak ist Leiter des Lehrstuhls Agententechnologien in betrieblichen Anwendungen und der Telekommunikation (AOT) und Gründer und Leiter des Distributed Artificial Intelligence Laboratory (DAI-Labor), Gründer der Deutsche Telekom Laboratories (T-Labs), Mitglied des „Institute of Electrical and Electronics Engineers“ (IEEE), des „Association for Computing Machinery“ (ACM), der „Gesellschaft für Informatik“ (GI), und der „American Association for Artificial Intelligence“ (AAAI). Seit leitet 2002 er das Fachgebiet „Agententechnologien in betrieblichen Anwendungen und der Telekommunikation“ (AOT). Albayrak setzt sich für die wissenschaftliche Zusammenarbeit zwischen Deutschland und der Türkei ein. Er gründete das German-Turkish Advanced Research Centre for ICT (GT-ARC). Das Ziel des GT-ARC ist es, Forschungsprojekte im Bereich der Informations- und Kommunikationstechnologien in Kooperation mit wissenschaftlichen Einrichtungen und Partnern zu betreiben. Das Institut arbeitet in enger Kooperation mit führenden Unternehmen in Deutschland und der Türkei zusammen und ist ein An-Institut der TU Berlin mit den Standorten in Berlin und Istanbul. 

## Weitere Ämter
- Aufsichtsratsmitglied bei Rheinmetall AG bis 2024

## Auszeichnungen
Für seinen ausgiebigen Einsatz zur Verbesserung der wissenschaftlichen Kooperation zwischen Deutschland und der Türkei sowie für sein Engagement in der Bildungsförderung von Migranten wurde Şahin Albayrak am 18. Juli 2014 das Verdienstkreuz am Bande der Bundesrepublik Deutschland von der damaligen Bundesforschungsministerin Johanna Wanka überreicht.